# Blanzac (Haute-Loire)
Pour les articles homonymes, voir Blanzac.
Blanzac est une commune française située dans le département de la Haute-Loire, en région Auvergne-Rhône-Alpes.

## Géographie

### Localisation
La commune de Blanzac se trouve dans le département de la Haute-Loire, en région Auvergne-Rhône-Alpes.
Elle se situe à 9 km par la route du Puy-en-Velay, préfecture du département, et à 4 km de Saint-Paulien, bureau centralisateur du canton de Saint-Paulien dont dépend la commune depuis 2015 pour les élections départementales.
Les communes les plus proches sont : 
Borne (3,5 km), Saint-Paulien (3,8 km), Polignac (4,6 km), Saint-Vidal (5,0 km), Lavoûte-sur-Loire (5,2 km), Saint-Geneys-près-Saint-Paulien (6,1 km), Lissac (6,4 km), Saint-Vincent (6,6 km).
Blanzac n'a que trois communes limitrophes.

### Climat
Pour des articles plus généraux, voir Climat d'Auvergne-Rhône-Alpes et Climat de la Haute-Loire.
En 2010, le climat de la commune est de type climat océanique altéré, selon une étude du Centre national de la recherche scientifique s'appuyant sur une série de données couvrant la période 1971-2000. En 2020, Météo-France publie une typologie des climats de la France métropolitaine dans laquelle la commune est exposée à un climat de montagne ou de marges de montagne et est dans la région climatique Sud-est du Massif Central, caractérisée par une pluviométrie annuelle de 1 000 à 1 500 mm, minimale en été, maximale en automne.
Pour la période 1971-2000, la température annuelle moyenne est de 9,4 °C, avec une amplitude thermique annuelle de 16,2 °C. Le cumul annuel moyen de précipitations est de 727 mm, avec 8,3 jours de précipitations en janvier et 6,9 jours en juillet. Pour la période 1991-2020, la température moyenne annuelle observée sur la station météorologique de Météo-France la plus proche, « Le Puy-Chadrac », sur la commune de Chadrac à 7 km à vol d'oiseau, est de 10,4 °C et le cumul annuel moyen de précipitations est de 632,0 mm,. Pour l'avenir, les paramètres climatiques de la commune estimés pour 2050 selon différents scénarios d'émission de gaz à effet de serre sont consultables sur un site dédié publié par Météo-France en novembre 2022.

## Urbanisme

### Typologie
Au 1er janvier 2024, Blanzac est catégorisée commune rurale à habitat dispersé, selon la nouvelle grille communale de densité à sept niveaux définie par l'Insee en 2022.
Elle est située hors unité urbaine. Par ailleurs la commune fait partie de l'aire d'attraction du Puy-en-Velay, dont elle est une commune de la couronne,. Cette aire, qui regroupe 59 communes, est catégorisée dans les aires de 50 000 à moins de 200 000 habitants,.

### Occupation des sols
L'occupation des sols de la commune, telle qu'elle ressort de la base de données européenne d’occupation biophysique des sols Corine Land Cover (CLC), est marquée par l'importance des territoires agricoles (71,6 % en 2018), en diminution par rapport à 1990 (74,6 %). La répartition détaillée en 2018 est la suivante : 
prairies (37,5 %), zones agricoles hétérogènes (33,8 %), forêts (25,4 %), zones urbanisées (3,1 %), terres arables (0,2 %). L'évolution de l’occupation des sols de la commune et de ses infrastructures peut être observée sur les différentes représentations cartographiques du territoire : la carte de Cassini (XVIIIe siècle), la carte d'état-major (1820-1866) et les cartes ou photos aériennes de l'IGN pour la période actuelle (1950 à aujourd'hui).

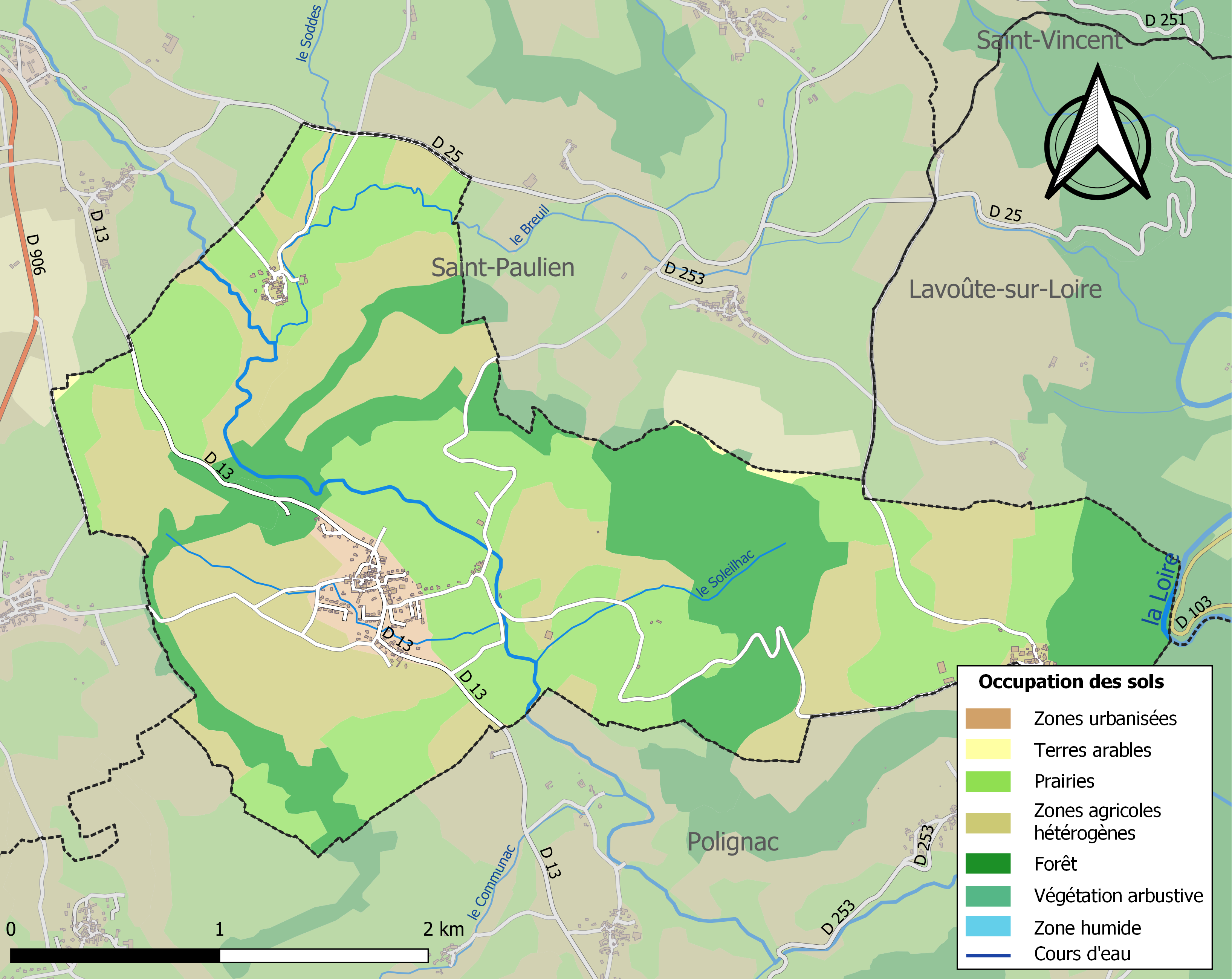
Carte des infrastructures et de l'occupation des sols de la commune en 2018 (CLC).
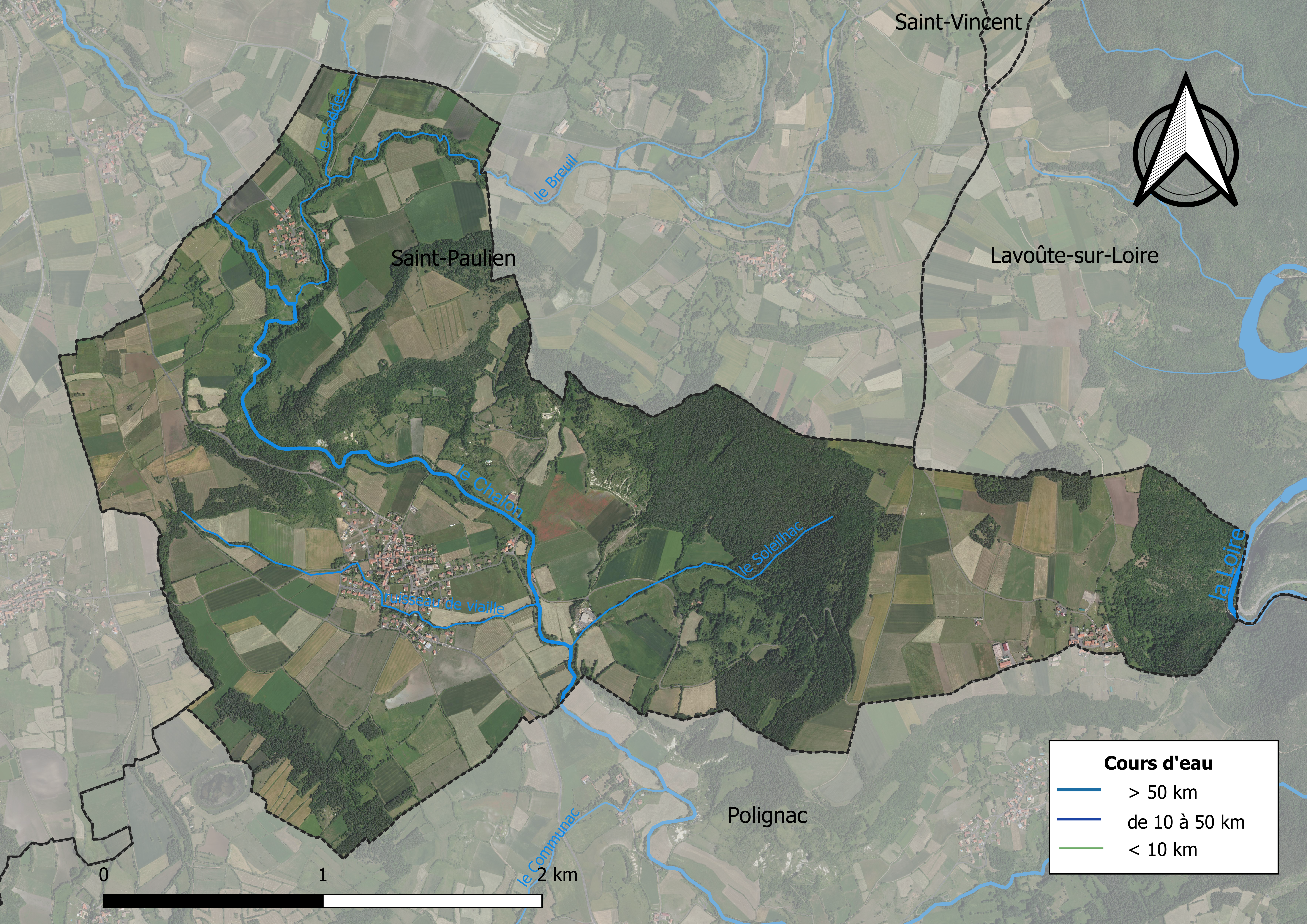
Carte orthophotographique de la commune.

### Habitat et logement
En 2018, le nombre total de logements dans la commune était de 194, alors qu'il était de 167 en 2013 et de 153 en 2008.
Parmi ces logements, 83 % étaient des résidences principales, 5,1 % des résidences secondaires et 11,8 % des logements vacants. Ces logements étaient pour 87,1 % d'entre eux des maisons individuelles et pour 12,4 % des appartements.
Le tableau ci-dessous présente la typologie des logements à Blanzac en 2018 en comparaison avec celle de la Haute-Loire et de la France entière. Une caractéristique marquante du parc de logements est ainsi une proportion de résidences secondaires et logements occasionnels (5,1 %) inférieure à celle du département (16,1 %) mais supérieure à celle de la France entière (9,7 %). Concernant le statut d'occupation de ces logements, 73,9 % des habitants de la commune sont propriétaires de leur logement (74,3 % en 2013), contre 70 % pour la Haute-Loire et 57,5 pour la France entière.
| Typologie                                               | Blanzac | Haute-Loire | France entière |
| ------------------------------------------------------- | ------- | ----------- | -------------- |
| Résidences principales (en %)                           | 83      | 71,5        | 82,1           |
| Résidences secondaires et logements occasionnels (en %) | 5,1     | 16,1        | 9,7            |
| Logements vacants (en %)                                | 11,8    | 12,4        | 8,2            |

## Toponymie
Anciennes mentions : Blanzac (1265), Villa vocata Ablanzac (1284), Blansat (1408), Blansacum (1499).
Selon Ernest Nègre, le toponyme Blanzac dériverait du latin blanditia, signifiant « flatterie, caresse », et aurait évolué en un nom propre romain suivi du suffixe -acum.

## Histoire
Un site préhistorique du début du Pléistocène moyen a été fouillé à Soleilhac,,.
En 1829, F Robert signale un gisement de mammifères fossiles et effectue une première fouille. Une fouille de 1975 confirme la présence d'un site du début du Quaternaire moyen (glaciation de Mindel). Outre la présence humaine (outillage et camp), des restes d'éléphants, d'hippopotames et de cerfs sont mis à jour. La datation est alors de 800 000 ans avant le présent.
Les sites paléontologiques de Ceyssaguet à Lavoûte-sur-Loire, de Sinzelle et de Vialette (Saint Paulien) sont proches, comme le gisement moustérien de Rochelimagne à Polignac (Haute-Loire).

## Politique et administration

### Découpage territorial
La commune de Blanzac est membre de la communauté d'agglomération du Puy-en-Velay, un établissement public de coopération intercommunale (EPCI) à fiscalité propre créé le 26 décembre 2016 dont le siège est à Le Puy-en-Velay. Ce dernier est par ailleurs membre d'autres groupements intercommunaux.
Sur le plan administratif, elle est rattachée à l'arrondissement du Puy-en-Velay, au département de la Haute-Loire, en tant que circonscription administrative de l'État, et à la région Auvergne-Rhône-Alpes.
Sur le plan électoral, elle dépend du canton de Saint-Paulien pour l'élection des conseillers départementaux, depuis le redécoupage cantonal de 2014 entré en vigueur en 2015, et de la deuxième circonscription de la Haute-Loire   pour les élections législatives, depuis le redécoupage électoral de 1986.

### Élections municipales et communautaires

#### Élections de 2020
Le conseil municipal de Blanzac, commune de moins de 1 000 habitants, est élu au scrutin majoritaire plurinominal à deux tours avec candidatures isolées ou groupées et possibilité de panachage. Compte tenu de la population communale, le nombre de sièges à pourvoir lors des élections municipales de 2020 est de 11. La totalité des onze candidats en lice est élue dès le premier tour, le 15 mars 2020, avec un taux de participation de 76,28 %.
Jean-Marc Boyer, maire sortant, est réélu pour un nouveau mandat le 26 mai 2020.
Dans les communes de moins de 1 000 habitants, les conseillers communautaires sont désignés parmi les conseillers municipaux élus en suivant l’ordre du tableau (maire, adjoints puis conseillers municipaux) et dans la limite du nombre de sièges attribués à la commune au sein du conseil communautaire. Un siège est attribué à la commune au sein de la communauté d'agglomération du Puy-en-Velay.

#### Liste des maires
| Période                                  | Période                    | Identité        | Étiquette | Qualité                                       |
| ---------------------------------------- | -------------------------- | --------------- | --------- | --------------------------------------------- |
| Les données manquantes sont à compléter. |                            |                 |           |                                               |
| mars 2001                                | En cours (au 26 août 2014) | Jean-Marc Boyer | UDI       | Permanent politique, conseiller départemental |

## Population et société

### Démographie

#### Évolution démographique
L'évolution du nombre d'habitants est connue à travers les recensements de la population effectués dans la commune depuis 1793. Pour les communes de moins de 10 000 habitants, une enquête de recensement portant sur toute la population est réalisée tous les cinq ans, les populations de référence des années intermédiaires étant quant à elles estimées par interpolation ou extrapolation. Pour la commune, le premier recensement exhaustif entrant dans le cadre du nouveau dispositif a été réalisé en 2004.

En 2022, la commune comptait 450 habitants, en évolution de +11,66 % par rapport à 2016 (Haute-Loire : +0,36 %, France hors Mayotte : +2,11 %).
| 1793 | 1800 | 1806 | 1821 | 1831 | 1836 | 1841 | 1846 | 1851 |
| ---- | ---- | ---- | ---- | ---- | ---- | ---- | ---- | ---- |
| 381  | 224  | 391  | 391  | 362  | 373  | 433  | 480  | 439  |

| 1856 | 1861 | 1866 | 1872 | 1876 | 1881 | 1886 | 1891 | 1896 |
| ---- | ---- | ---- | ---- | ---- | ---- | ---- | ---- | ---- |
| 434  | 404  | 426  | 430  | 434  | 407  | 412  | 369  | 373  |

| 1901 | 1906 | 1911 | 1921 | 1926 | 1931 | 1936 | 1946 | 1954 |
| ---- | ---- | ---- | ---- | ---- | ---- | ---- | ---- | ---- |
| 329  | 368  | 348  | 293  | 268  | 256  | 256  | 231  | 208  |

| 1962 | 1968 | 1975 | 1982 | 1990 | 1999 | 2004 | 2006 | 2009 |
| ---- | ---- | ---- | ---- | ---- | ---- | ---- | ---- | ---- |
| 212  | 195  | 191  | 190  | 214  | 267  | 285  | 299  | 297  |

| 2014 | 2019 | 2022 | - | - | - | - | - | - |
| ---- | ---- | ---- | - | - | - | - | - | - |
| 368  | 401  | 450  | - | - | - | - | - | - |

#### Pyramide des âges
La population de la commune est relativement jeune.
En 2018, le taux de personnes d'un âge inférieur à 30 ans s'élève à 36,6 %, soit au-dessus de la moyenne départementale (31 %). À l'inverse, le taux de personnes d'âge supérieur à 60 ans est de 21,7 % la même année, alors qu'il est de 31,1 % au niveau départemental.
En 2018, la commune comptait 207 hommes pour 195 femmes, soit un taux de 51,49 % d'hommes, largement supérieur au taux départemental (49,13 %).
Les pyramides des âges de la commune et du département s'établissent comme suit.
| Hommes | Classe d’âge | Femmes |
| ------ | ------------ | ------ |
| 0,5    | 90 ou +      | 0,5    |
| 4,4    | 75-89 ans    | 4,6    |
| 17,0   | 60-74 ans    | 16,4   |
| 15,0   | 45-59 ans    | 20,0   |
| 26,2   | 30-44 ans    | 22,1   |
| 15,5   | 15-29 ans    | 14,9   |
| 21,4   | 0-14 ans     | 21,5   |

| Hommes | Classe d’âge | Femmes |
| ------ | ------------ | ------ |
| 0,9    | 90 ou +      | 2,5    |
| 8,4    | 75-89 ans    | 11,7   |
| 20,4   | 60-74 ans    | 20,5   |
| 21,3   | 45-59 ans    | 20,3   |
| 16,8   | 30-44 ans    | 16,3   |
| 15,2   | 15-29 ans    | 13,2   |
| 17     | 0-14 ans     | 15,6   |

## Économie

### Revenus
En 2018, la commune compte 162 ménages fiscaux, regroupant 398 personnes. La médiane du revenu disponible par unité de consommation est de 21 630 € (20 800 € dans le département).

### Emploi
| Division       | 2008  | 2013  | 2018  |
| -------------- | ----- | ----- | ----- |
| Commune        | 3,5 % | 8,3 % | 4,7 % |
| Département    | 6,3 % | 7,7 % | 7,7 % |
| France entière | 8,3 % | 10 %  | 10 %  |

En 2018, la population âgée de 15 à 64 ans s'élève à 256 personnes, parmi lesquelles on compte 82,7 % d'actifs (78 % ayant un emploi et 4,7 % de chômeurs) et 17,3 % d'inactifs,. Depuis 2008, le taux de chômage communal (au sens du recensement) des 15-64 ans est inférieur à celui de la France et du département.
La commune fait partie de la couronne de l'aire d'attraction du Puy-en-Velay, du fait qu'au moins 15 % des actifs travaillent dans le pôle,. Elle compte 34 emplois en 2018, contre 30 en 2013 et 37 en 2008. Le nombre d'actifs ayant un emploi résidant dans la commune est de 199, soit un indicateur de concentration d'emploi de 17,1 % et un taux d'activité parmi les 15 ans ou plus de 67 %.
Sur ces 199 actifs de 15 ans ou plus ayant un emploi, 16 travaillent dans la commune, soit 8 % des habitants. Pour se rendre au travail, 95 % des habitants utilisent un véhicule personnel ou de fonction à quatre roues, 1 % les transports en commun, 0,5 % s'y rendent en deux-roues, à vélo ou à pied et 3,5 % n'ont pas besoin de transport (travail au domicile).

### Activités hors agriculture
14 établissements sont implantés  à Blanzac au 31 décembre 2019. Le tableau ci-dessous en détaille le nombre par secteur d'activité et compare les ratios avec ceux du département,.
| Secteur d'activité                                                                                        | Commune | Commune | Département |
| Secteur d'activité                                                                                        | Nombre  | %       | %           |
| --- | ------- | ------- | ----------- |
| Ensemble                                                                                                  | 14      |         |             |
| Industrie manufacturière, industries extractives et autres                                                | 2       | 14,3 %  | (14,2 %)    |
| Construction                                                                                              | 5       | 35,7 %  | (13,9 %)    |
| Commerce de gros et de détail, transports, hébergement et restauration                                    | 5       | 35,7 %  | (28,8 %)    |
| Activités spécialisées, scientifiques et techniques et activités de services administratifs et de soutien | 1       | 7,1 %   | (11,6 %)    |
| Autres activités de services                                                                              | 1       | 7,1 %   | (8 %)       |

Le secteur du commerce de gros et de détail, des transports, de l'hébergement et de la restauration est prépondérant sur la commune puisqu'il représente 35,7 % du nombre total d'établissements de la commune (5 sur les 14 entreprises implantées  à Blanzac), contre 28,8 % au niveau départemental.

### Agriculture
La commune fait partie de la petite région agricole dénommée « Bassin du Puy ». En 2010, l'orientation technico-économique de l'agriculture  sur la commune est la production de bovins, orientation élevage et viande.
|                                   | 1988 | 2000 | 2010 |
| --------------------------------- | ---- | ---- | ---- |
| Exploitations                     | 15   | 9    | 7    |
| Superficie agricole utilisée (ha) | 413  | 348  | 385  |

Le nombre d'exploitations agricoles en activité et ayant leur siège dans la commune est passé de 15 en 1988 à 9 en 2000 puis à 7 en 2010, soit une baisse de 53 % en 22 ans. Le même mouvement est observé à l'échelle du département qui a perdu pendant cette période 43 % de ses exploitations. La surface agricole utilisée sur la commune a également diminué, passant de 413 ha en 1988 à 385 ha en 2010. Parallèlement la surface agricole utilisée moyenne par exploitation a augmenté, passant de 28 à 55 ha.

## Culture locale et patrimoine

### Lieux et monuments
- Ancienne croix classée monument historique à la sortie du village en direction de Nolhac.
- Église Saint-Jean-Baptiste de style roman qui a été construite il y a longtemps par des paysans voulant leur propre paroisse.
- Four à pain traditionnel avec une fontaine datant du XIXe siècle dont l'eau est potable.
- Pace pavée au centre du village avec non loin, une auberge au style ancien rénovée pure style de Blanzac.

### Personnalités liées à la commune
- Jean Boyer, ancien sénateur natif de la commune et ancien maire de Blanzac, de 1971 à 1995.